# Pirching am Traubenberg
Pirching am Traubenberg är en ort och  kommun i distriktet Südoststeiermark i förbundslandet Steiermark i Österrike. 
Kommunen består av nio orter (Ortschaften) (inom parentes invånarantal 1 januari 2024) :

- Edelstauden (414)
- Frannach (204)
- Guggitzgraben (471)
- Kittenbach (112)
- Manning (163)
- Oberdorf (164)
- Oberlabill (162)
- Pirching am Traubenberg (611)
- Rettenbach in Oststeiermark (233)

Kommunen fick sin nuvarande form den 1 januari 2015 genom en sammanslagning av kommunerna Edelstauden, Frannach och Pirching am Traubenberg.